# 吉田ふみお
吉田ふみお（よしだ・ふみお）は、現代史家。所属は歴史科学協議会など。
主著に「ストックホルム・アピール署名運動とその歴史的背景」（広川禎秀・山田敬男編『戦後社会運動史論〔大月書店、2006年〕所収）など。指導教官は山田敬男（労働者教育協会）。